# Лохгилпхед
Лохги́лпхед (англ. Lochgilphead, скотс Lochgilpheid, гэльск. Ceann Loch Gilb, в буквальном переводе — Мыс залива Лох-Гилп) — город на западе Шотландии. Административный центр округа Аргайл-энд-Бьют. Расположен, как это отражено в названии, на мысе залива Лох-Гилп, который в свою очередь является частью залива Лох-Фин.

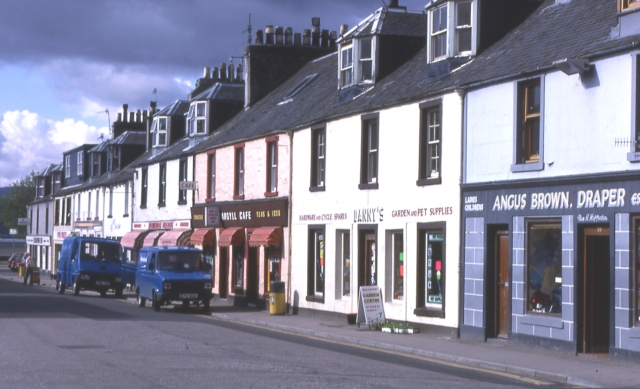
Улицы города

## История
Город был основан в 1790 году, после завершения строительства дороги из Инверури в Кэмпбелтаун. После строительства канала Кринан в 1801 году, значимость нового города быстро усилилась.
В 1975 году благодаря своему центральному положению, Лохгилпхед был выбран в качестве административного центра округа Аргайл-энд-Бьют Совета района в рамках местного самоуправления реорганизацию.